# Budapester Symphoniker
Die Budapester Symphoniker sind ein ungarisches Orchester und gehören zur ungarischen Rundfunk- und Fernsehstation (Magyar Televízió & Magyar Rádió).

## Geschichte
Die Budapester Symphoniker wurden 1943 vom Dirigenten Ernst von Dohnányi gegründet. Das Orchester gab international zahlreiche Konzerte und arbeitete mit renommierten Dirigenten, Solisten und Komponisten, darunter János Ferencsik, Otto Klemperer, Carlo Zecchi, Claudio Abbado, Georg Solti, Béla Drahos, Johanna Beisteiner sowie Robert Gulya. Die Aufnahmen der Budapester Symphoniker erschienen unter anderem bei Naxos und Gramy.